# Nomin Talst
Nomin Talst (mong. Номин Талст) – mongolski boysband założony w 1997 roku.
W skład grupy wchodziło czterech muzyków: Batsüch, Chajanchjarwaa, Changerel, Delgermörön. W 2000 r. wydali swój pierwszy album pt. Gerel süüder (Гэрэл сүүдэр).
W 1998 roku otrzymali nagrodę Pentatonic w kategorii najlepszy zespół debiutujący. W trakcie dalszej działalności zebrali jeszcze trzy takie nagrody, w kategoriach: najlepszy album popowy (2000), najlepszy zespół popowy (2002), najlepszy utwór popowy (2003).
Zespół działał w latach 1997–2007. Członkowie zespołu zwrócili się w stronę kariery solowej.

## Dyskografia
Źródło: 
- 2000: Гэрэл сүүдэр (Gerel süüder)
- 2001: Ээждээ (Eedżdee)
- 2002: Татах хүч (Tatach chücz)
- 2003: Нэмэх хасах цэнэг (Nemech chasach ceneg)
- 2005: Бидний үе (Bidnij üje)
- 2006: Best of Nomintalst
- 2014: 2014